# Lake Geneva (Wisconsin)
Lake Geneva ist eine Stadt am See Geneva Lake im US-Bundesstaat Wisconsin im Walworth County. Sie hat 7148 Einwohner und liegt südwestlich von Milwaukee. Das mittlere Einkommen für Haushalte beläuft sich auf $ 40.924; das mittlere Einkommen für eine Familie beträgt $ 54.543. Männer haben ein mittleres Einkommen von $ 38.930, Frauen lediglich von $ 25.671. 7,2 % der Bevölkerung und 4,7 % der Familien leben unterhalb der Armutsgrenze. 

## Persönlichkeiten
- Gary Gygax (1938–2008), Spieleautor; wuchs in Lake Geneva auf und starb dort
- Margaret Weis (* 1948), Autorin vieler bekannter Fantasy- und Science-Fiction-Romane, lebt und arbeitet in Lake Geneva, wo sich auch ihr Verlag befindet.
- Neil Gehrels (1952–2017), Astronom